# If Anything Happens I Love You
If Anything Happens I Love You és un curtmetratge animat americà escrit i dirigit per Michael Govier i Will McCormack. La seva història segueix dos pares en pena que lluiten per afrontar la mort de la seva filla, que va morir en un tiroteig escolar.
El curt va ser produït per Gilbert Films i Oh Good Productions. Es va estrenar en una projecció privada a la United Talent Agency a Beverly Hills el 4 de març de 2020 i a Netflix el 20 de novembre del mateix any.

## Trama
Dos pares comencen a separar-se l'un de l'altre després de la mort de la seva filla preadolescent. Tot i que es neguen a parlar-se en persona, ambdós són vigilats per ombres que expressen les seves veritables emocions. Mentre el pare surt a l'exterior, la mare pensa en entrar a l’antic dormitori de la seva filla, tot i que s'atura a causa del seu dolor i la seva tristesa.
Mentre renta la roba, la mare comença a plorar després d’adonar-se que ha rentat la camisa de la seva filla. Mentre s'asseu prop de la rentadora, fa que caigui una pilota de futbol i obri el dormitori de la seva filla. La pilota roda sobre el tocadiscs, encenent-lo. Quan la cançó "1950" comença a sonar, la mare decideix entrar a l'habitació, on més tard es reuneix amb el seu marit. Mentre la música continua reproduint-se de fons, una ombra que representa la seva filla surt del tocadiscs i els pares comencen a recordar els fets de la vida de la seva filla.
En una sèrie de flashbacks, els pares veuen créixer la seva filla. Durant la seqüència, la filla adora el futbol, celebra el seu desè aniversari i experimenta el seu primer petó. Al flashback final, la filla deixa els seus pares per assistir a l'escola. Sabent el que està a punt de passar, les ombres dels pares intenten impedir que entri al recinte, però, en ser un record, fracassen. A l’interior de l'escola, la filla és assassinada a trets durant un tiroteig escolar, amb el seu text final als pares: If anything happens I love you (si em passés alguna cosa us estimo en català).
A mesura que les ombres dels pares se separen, l’ombra de la filla les uneix, obligant als pares reals a veure els bons records que van poder viure amb la seva filla quan era viva. En el present, els pares s'abracen i l’ombra de la filla es converteix en una llum brillant entre les ombres dels seus pares en pena.

## Producció
Poc després d'hver-se escrit el guió de If Any Happens Happens I Love You, Youngran Nho va ser contractada mentre assistia a l'Institut de les Arts de Califòrnia per treballar com a animadora i directora artística de la pel·lícula. Després de llegir el guió inicialment, Nho va pensar en el curtmetratge guanyador de l'Oscar Father and Daughter, que utilitzava una paleta en blanc i negre en la seva animació i va pensar a utilitzar-lo com a inspiració en el seu nou treball. La seva idea va ser acceptada més tard després de donar-la a conèixer als directors i escriptors de la pel·lícula Will McCormack i Michael Govier. Segons Nho, el fons de la pel·lícula consistia en aquarel·la sobre paper per fer que la història se sentís "crua" i "inacabada". Nho també va esmentar que la pel·lícula va intentar tenir un color mínim en el fons per igualar el "buit que omplen els pares en pena".
Per a dirigir la pel·lícula, McCormack i Govier es van reunir amb diversos pares que havien perdut els seus fills a causa de tirotejos escolars i violència amb armes als Estats Units. La parella també va treballar estretament amb Everytown for Gun Safety, fins i tot permetent a l'organització compartir els seus propis comentaris sobre el guió de la pel·lícula.
La major part de la música de la pel·lícula la va compondre Lindsay Marcus. En una entrevista, McCormack i Govier van revelar que la seqüència "Beautiful Dreamer" de la pel·lícula va ser organitzada i interpretada per l'Orquestra Juvenil de la Ciutat Interna de Los Angeles, dirigida per Charles Dickerson.

## Recepció

### Crítica
A la seva crítica per a The Independent Critic, Richard Propes va donar al curtmetratge la qualificació d'A+ (un 10) i també li va donar quatre estrelles de cada cinc, elogiant el missatge, l'animació i els personatges de la pel·lícula, i va qualificar la pel·lícula "d'una obra mestra animada". Per a The Montclarion, Megan Lim va elogiar la senzillesa de la pel·lícula, afirmant que "L'eliminació de les paraules, el color i la il·lustració polida […] comunica dramàticament l'angoixa i el buit que cap diàleg podria capturar mai". Després de veure el curt, l'equip de Decider va recomanar als espectadors que miressin la pel·lícula, amb Anna Menta que va definir el curt "un bell però intrigant retrat d'una tragèdia", afirmant que era honest i que se sentia com una història real.
A l'agregador de ressenyes Rotten Tomatoes, la pel·lícula té una qualificació d'aprovació del 100% basada en 5 ressenyes de crítics, amb una qualificació mitjana de 8/10.

### Aspirant als Premis Oscar 2021
El 14 d’octubre de 2020, IndieWire va revelar que Netflix havia considerat If Anything Happens I Love You com un dels seus tres candidats a l'Oscar al millor curtmetratge d’animació, juntament amb Canvas i Cops and Robbers, per competir als Premis Oscar 2021.